# Gadila perpusilla
Gadila perpusilla är en blötdjursart som först beskrevs av Sowerby in Broderip och Sowerby 1832.  Gadila perpusilla ingår i släktet Gadila och familjen Gadilidae. Inga underarter finns listade i Catalogue of Life.